# NR-40

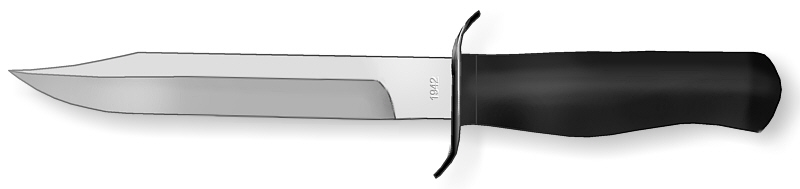
Couteau de combat NR-40 de l’armée soviétique.

Le NR-40 (du russe нож разведчика, nozh razvedchika signifiant « couteau d’éclaireur ») modèle 1940 était un couteau de combat soviétique introduit en 1940 et utilisé tout au long de la Seconde Guerre mondiale. Le NR-40 a une lame de 152 mm avec un décrochage à la pointe de type Bowie, un grand ricasso, un manche en bois noir et une garde en forme de S. La garde est « inversée » ; contrairement à la plupart des gardes en forme de S, elle se courbe vers le bord, parce que les poignées standard de l’armée soviétique appelaient à tenir le couteau avec le bord vers le haut.

## Historique

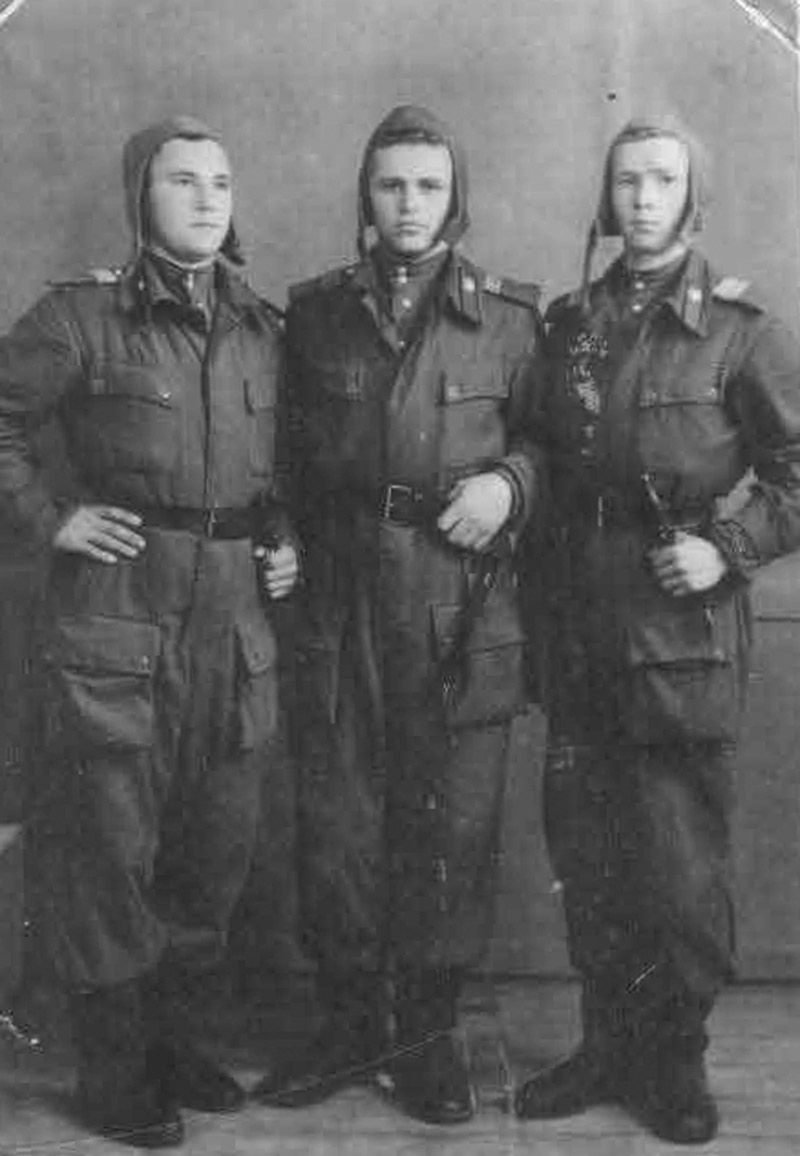
Parachutistes soviétiques, 1948. Notez les NR-40 entièrement noirs.

Au début du XXe siècle, les couteaux puukko finlandais ont commencé à devenir populaires auprès des criminels dans la plupart des villes de l’Empire russe. Les couteliers locaux ont alors commencé à modifier l’outil des bûcherons finlandais pour le rendre plus utile au combat, par exemple, allonger la lame, passer d’un dos plat à une pointe Bowie et ajouter une grande protection. L’arme qui en résultait, encore appelée « couteau finlandais » ou « finka » en russe, était plutôt différente d’un puukko typique. Les « couteaux finlandais » étaient omniprésents dans le monde criminel de la Russie et de l’Union soviétique tout au long de la première moitié du XXe siècle. En raison de son image associée au crime organisé, le « couteau finlandais » a été interdit en Union soviétique dans les années 1930, tout comme les couteaux à cran d'arrêt seraient plus tard interdits en Occident.
La guerre d'Hiver révéla un certain nombre de lacunes dans l’armement soviétique. Entre autres problèmes, l’infanterie soviétique manquait d’un bon couteau de combat. En conséquence, en 1940, l’armée rouge a adopté le NR-40, une version produite en série de la « finka » des gangsters russes.

## Division «Couteau noir»
Le NR-40 a été principalement produit à l’usine ZiK (ЗиК) de Zlatooust, dans l’Oural. Lorsque le Corps blindé des volontaires de l’Oural a été constitué en 1943, tous ses soldats et officiers ont reçu une variante spéciale du NR-40, également connue sous le nom de « couteau noir ». La formation a ensuite été nommée par les Allemands comme « Schwarzmesser Panzer-Division ». L’hymne non officiel de la division mentionnait également le surnom (« Дивизия черных ножей », Division du couteau noir).

## Variantes modernes du NR-40
Le NR-40 n’est plus utilisé par l’armée russe, mais des répliques modernes presque exactes de NR-40 sont produits à Zlatoust à ce jour. Un couteau ayant exactement les mêmes proportions serait légalement une arme, interdisant ainsi la vente libre. Pour contourner cela, les producteurs utilisent une lame plus mince ou enlèvent la protection.